# Flaming Red
Flaming Red è il secondo album in studio della cantautrice statunitense Patty Griffin, pubblicato nel 1998.

## Tracce
1. Flaming Red – 2:13
2. One Big Love – 4:14
3. Tony – 4:10
4. Change – 4:14
5. Goodbye – 4:15
6. Carry Me – 3:29
7. Christina – 4:34
8. Wiggley Fingers – 4:07
9. Blue Sky – 3:41
10. Big Daddy – 3:07
11. Go Now – 2:41
12. Mary – 5:16
13. Peter Pan – 4:14